# Stipa aktauensis
Stipa aktauensis är en gräsart som beskrevs av Roman Julievich Roshevitz. Stipa aktauensis ingår i släktet fjädergrässläktet, och familjen gräs. Inga underarter finns listade i Catalogue of Life.